# کوهی دوی
کوهی دوی (انگلیسی: Kohei Doi؛ زادهٔ ۲۴ دسامبر ۱۹۸۸) بازیکن فوتبال اهل ژاپن است.
از باشگاه‌هایی که در آن بازی کرده‌است می‌توان به باشگاه فوتبال ویسل کوبه اشاره کرد.